# Sant Bonet (Losera)
|  | Per a altres significats, vegeu «Sant Bonet (desambiguació)». |

Sant Bonet (en francès Saint-Bonnet-de-Chirac) és un municipi francès situat al departament del Losera i a la regió d'Occitània.